# John Sturtevant
John Sturtevant (* 28. April 1913 in Kalifornien; † 10. Mai 1974 ebenda) war ein US-amerikanischer Szenenbildner.

## Leben
Sturtevant begann seine Karriere im Filmstab 1945 als Szenenbildner bei William Beaudines Filmdrama Falsche Scham. Bis Ende der 1940er Jahre war er an einem Dutzend weiterer Filme tätig, darunter Der Leichendieb, Die Frau am Strand und Rachel und der Fremde. Auch in den 1960er Jahren wirkte er an zahlreichen Spielfilmen wie Sex Kittens Go to College und Unternehmen Feuergürtel. 1967 war er für Robert Wises Abenteuerfilm Kanonenboot am Yangtse-Kiang zusammen mit Boris Leven, Walter M. Scott und William Kiernan für den Oscar in der Kategorie bestes Szenenbild nominiert, die Auszeichnung ging in diesem Jahr jedoch an den Science-Fiction-Film Die phantastische Reise.
Daneben war er auch für das Fernsehen tätig, wo er zwei Jahrzehnte lang tätig war und hauptsächlich an Serien mitwirkte. Von 1952 bis 1959 sowie von 1967 bis 1970 arbeitete er an insgesamt 118 Folgen der Krimiserie Polizeibericht und zwischen 1968 und 1975 an 102 Folgen des Spin-offs Adam-12. Zu seinen weiteren Arbeiten zählen die Serien Hawaiian Eye, 77 Sunset Strip und Die Leute von der Shiloh Ranch.

## Filmografie (Auswahl)
- 1945: Der Leichendieb (The Body Snatcher)
- 1947: Die Todesreiter von Kansas (Trail Street)
- 1947: Die Frau am Strand (The Woman on the Beach)
- 1948: Rachel und der Fremde (Rachel and the Stranger)
- 1949: Zweikampf am Red River (Massacre River)
- 1949: Der Kampf um den Sonora-Pass (Roughshod)
- 1951: Stählerne Schwingen (Flying Leathernecks)
- 1952: Die Spielhölle von Las Vegas (The Las Vegas Story)
- 1952: Kampf um den Piratenschatz (Blackbeard the Pirate)
- 1954: Königin der Berge (Cattle Queen of Montana)
- 1955: Es geschah in einer Nacht (Pete Kelly’s Blues)
- 1960: Versunkene Welt (The Lost World)
- 1960: Sex Kittens Go to College
- 1961: Unternehmen Feuergürtel (Voyage to the Bottom of the Sea)
- 1966: Kanonenboot am Yangtse-Kiang (The Sand Pebbles)
- 1967: Der tolle Mr. Flim Flam (The Flim-Flam Man)

## Nominierungen (Auswahl)
- 1967: Oscar-Nominierung in der Kategorie bestes Szenenbild für Kanonenboot am Yangtse-Kiang